# Xuân Lâm, Thuận Thành
Xuân Lâm là một phường thuộc thị xã Thuận Thành, tỉnh Bắc Ninh, Việt Nam.

## Địa lý
Phường Xuân Lâm nằm ở phía tây thị xã Thuận Thành, có vị trí địa lý:
- Phía đông giáp phường Hà Mãn
- Phía tây giáp thành phố Hà Nội
- Phía nam giáp xã Song Liễu và xã Ngũ Thái
- Phía bắc giáp phường Trí Quả và thành phố Hà Nội.

Phường có diện tích 4,78 km², dân số năm 2022 là 11.729 người, mật độ dân số đạt 2.453 người/km².

## Hành chính
Phường Xuân Lâm gồm có 6 khu dân cư là: Đa Tiện, Thanh Bình, Doãn Thượng, Doãn Hạ, Xuân Lê, Đức Hiệp.

## Lịch sử
Trước đây, Xuân Lâm là một xã thuộc huyện Thuận Thành.
Ngày 13 tháng 2 năm 2023, Ủy ban Thường vụ Quốc hội ban hành Nghị quyết số 723/NQ-UBTVQH15 (nghị quyết có hiệu lực từ ngày 10 tháng 4 năm 2023). Theo đó, thành lập thị xã Thuận Thành và thành lập phường Xuân Lâm thuộc thị xã Thuận Thành trên cơ sở toàn bộ 4,78 km² diện tích tự nhiên, 11.729 người của xã Xuân Lâm.

## Giao thông
Phường Xuân Lâm là một phường nằm ở phía Tây thị xã Thuận Thành liền kề địa giới Hà Nội, cách trung tâm thành phố Hà Nội chừng 22km theo quốc lộ 17 và quốc lộ 5. Có trục đường quốc lộ 17 (trước đây là tỉnh lộ 282) chạy ngang qua. Ngoài ra còn có đường liên xã Xuân Lâm đi Song Liễu tại tỉnh lộ 283 qua các thôn Đa Tiện, Doãn Thượng (đều thuộc phường Xuân Lâm).
Hệ thống xe buýt:
- Tuyến 52A Lệ Chi (Gia Lâm) - Công viên Thống Nhất: đi qua một đoạn rất ngắn của phường.

- Tuyến 204: Long Biên - Phường Hồ.

## Kinh tế
Phường Xuân Lâm giáp ranh với thành phố Hà Nội là một trong những xã phát triển nhất huyện Thuận Thành cùng với phường Thanh Khương và phường Hồ. Khu vực có ngành dịch vụ phát triển nằm ven quốc lộ 17 Chùa Thầm và Trường công nghiệp dệt may. Các thôn có nghề thợ xây dựng, thêm vào đó là xuất khẩu lao động. Lao động trẻ làm việc tại khu công nghiệp Khai Sơn, Phố Nối, Như Quỳnh, Phú Thị... Ngoài ra nhóm lao động trong ngành nông nghiệp những lúc nông nhàn lao động tại các làng nghề như ở Từ Sơn (mộc), Trâu Quỳ (cây giống), Minh Khai (tái chế), xây dựng... tăng thêm thu nhập làm thay đổi tích cực bộ mặt nông thôn rõ nét nhất là tại các thôn trước đây có nền kinh tế chỉ là thuần nông như làng Doãn, Đa Tiện, Thanh Bình...

## Văn hóa
Toàn xã có các lễ hội (hội đình) tại các thôn vào dịp đầu năm tháng 3 âm lịch.
Mở đầu là thôn Đa Tiện, Xuân Lê vào ngày 10.3 ÂL
Thôn Thanh Bình ngày 11.3 ÂL
Thôn Doãn Hạ, Doãn Thượng ngày 12.3 ÂL
Thôn Đức Hiệp ngày 13.3 ÂL
Trong lễ hội, có tổ chức rước tượng Thánh hoặc Thành Hoàng làng, và có rước Thánh giao hảo giữa các làng.